# Vețel
Vețel (en hongrois : Vecel, en allemand : Witzel) est une commune du Județ de Hunedoara en Transylvanie, (Roumanie).